# Johannes Duft (Politiker)
Johannes Duft (* 16. November 1883 in Gossau; † 15. Juni 1957 in St. Gallen, heimatberechtigt in Kaltbrunn) war ein Schweizer Politiker (CVP) und Rechtsanwalt.

## Biografie
Johannes Duft wurde am 16. November 1883 in Gossau als Sohn des Geschäftsreisenden Johann Albert Duft geboren. Duft, der zunächst neben seiner Arbeit als Postbeamter die Handelsakademie St. Gallen absolvierte, belegte im Anschluss ein Studium der Rechte an der Universität Zürich, das er 1910 mit dem Erwerb des akademischen Grades eines Dr. iur. abschloss.
In der Folge führte er von 1913 bis zu seinem Tod eine Anwaltskanzlei in St. Gallen. Zudem war er zwischen 1912 und 1918 als Sekretär am gewerblichen Schiedsgericht St. Gallen tätig. 
Johannes Duft, der im Jahr 1914 Anna, die Tochter des Kantonsingenieurs Fritz Bersinger, ehelichte, verstarb am 15. Juni 1957 fünf Monate vor Vollendung seines 74. Lebensjahres in St. Gallen. Er war der Bruder des Politikers Emil und der Vater des Theologen Johannes Duft.

## Politische Laufbahn
Johannes Duft fungierte im Jahr 1911 als Mitbegründer der Christlich-sozialen Partei St. Gallen. Danach wurde er 1915 in den St. Galler Grossrat gewählt, in dem er bis 1924 einsass. Daneben gehörte er von 1918 bis 1921 und 1927 bis 1930 dem Gemeinderat der Stadt St. Gallen an. Darüber hinaus vertrat er den Kanton in den Jahren 1919 bis 1939 im Nationalrat. Ferner amtierte er als Vizepräsident des Christlichsozialen Arbeiterbundes der Schweiz.
Johannes Duft engagierte sich 1926 an vorderster Front gegen das Getreidemonopol des Bundes. 

## Ehrung
- Im Jahr 1949 wurde Johannes Duft in den Ritterorden vom Heiligen Grab zu Jerusalem aufgenommen.